# Omnibus compertum
Omnibus compertum, en español "Por todos conocido", es la septuagésima quinta encíclica de León XIII, dirigida el 21 de julio de 1900 al patriarca arzobispos y obispos de la iglesia greco-melquita, en la que exhortándoles a mantener entre ellos la armonía y paz, convoquen un sínodo plenario que concrete el modo de facilitar esa armonía.

## Contexto histórico
La iglesia melquita tiene su origen en el concilio de Calcedonia (451) que condenó el monofisismo, el emperador de bizancio Marciano hizo la fe de Caldenia ley del estado, esto hizo que los cristianos aceptaban el concilio se le denominase melquitas (melk significa rey en siriaco, melek, en hebreo, malik, en árabe), en su mayor parte se trataba de funcionarios del gobierno, aunque en Siria y Palestina una parte de la población melquita esa nativa. La conquista árabe de estos territorios, aumentó en los melquitas el prestigio por la iglesia de Contantinopla, a la que siguió en el Cisma. Por otra parte paulatinamente fue adaptando su liturgia a la bizantina, aunque utilizando progresivamente junto con el griego el árabe. 
La unión ininterrumpida con Roma se inicia con la elección en 1724 del patriarca Cirilo VI, quién recibió el palio del papa Benedicto XIV en 1744; ya en 1743 el mismo papa mediante la constitución apostólica Demandatam decretó las medidas necesarias para preservar el rito bizantino de los melquitas y evitar su latinización. La atención de León XIII por la cristiandad oriental se manifestó en su impulso del Congreso Eucarístico de Jerusalén (1893), la carta Preaclara gratulationis (1894) en la que, con un tono conciliador era una invitación a la concordia y la paz, especialmente con los ortodoxos; ese mismo año convocó una Conferencia de Patriarcas en el Vaticano. Fruto de esa conferencia fue la constitución apostólica, en forma de carta pastoral, Orrientali dignitas (1894), a la que se refiere en esta encíclica, en la que reafirma la protección del rito de la iglesia greco-melquita ya presente en la demandatam de Benedicto XIV.

## Contenido de la encíclica
Omnibus compertum exploratumque est, Venerabiles Fratres, Nos, sub ipsa Pontificatus initia, ad christianas Orientis nationes oculos peramanter convertisse. Editis insuper nonnullis actis praesertim Constitutione Orientalium, plura a Nobis sunt opportune declarata et decreta ad earumdem coniunctionem cum Petri Cathedra obstringendam, nec non ad reconciliationem dissidentium fovendam
Por todos es bien conocido, venerados hermanos, que al comienzo de Nuestro pontificado dimos Nuestra afectuosa atención a los pueblos cristianos de Oriente. Además, en varios actos que publicamos, especialmente en la constitución Orientalium, hemos hecho muchas declaraciones oportunas destinadas a vincular más estrechamente a estos pueblos a la Sede de Pedro y alentar la reconciliación de los disidentes.
Íncipit de Omnibus compertum

El papa señala que, entre todas la iglesias orientales, ha atendido desde su pontificado con especial afecto al patriarcado de los greco-melquitas de Antioquía. Recuerda en este sentido que en 1882 fundó en Jerusalén un seminario para ellos, encomendado a los padres blancos; y en Roma estableció también el colegio de San Atanasio, para que muchos jóvenes de esa iglesia pudiesen formarse junto al centro de la unidad que Dios a puesto en la Sede Apostólica. Además en 1898, mediante la constitución Orientalium dignitas se confirió al patriarca greco-melquita la jurisdicción sobre todos los fieles de ese rito, dentro de las fronteras del imperio turco.
Reconoce también el papa el celo que el episcopado greco-melquitas ha puesto en el cuidado de sus fieles; sin embargo, les entristece las pequeñas desavenencias que han surgido en el interior del patriarcado, si bien es cierto que siguiendo las exhortaciones del papa se ha restablecido la paz y armonía en esa iglesia. Para consolidar esa armonía formula tres declaraciones:
1. Que nada de los derechos, privilegios y prerrogativas del patriarca, nada le sea quitado ni disminuido.
2. Que cualquier controversia que surja entre los obispos greco-melquitas debe someterse al juicio del patriarca, y si no puede resolverse remitirse a la Santa Sede.
3. Para evitar futuros problemas debe convocarse un  Sínodo plenario, en el que estudiar los derechos del patriarca y los obispos, la atención de los fieles, la disciplina del clero y órdenes religosas, las misiones, el culto divino y la sagrada liturgia.

Concluye la encíclica exhortándoles para que

unidos cada día más estrechamente por los lazos de la caridad, "Os esforcéis con toda humildad y dulzura en preservar la unidad del espíritu en el vínculo de la paz." Ninguno de vosotros ignora hasta qué punto la armonía de espíritu, de corazón y de opinión influye en el bien de toda la Iglesia y ayuda a la reconciliación de los disidentes. Por eso, venerados hermanos, tenemos la esperanza cierta de que destruiréis las semillas de la discordia de raíz, accediendo con alegría a estas amonestaciones paternas, a estos deseos, a estas exigencias que formulamos, y así completaréis nuestra alegría y os cumpliréis. de todos los aspectos de vuestro solemne deber por la perfección de los santos en la edificación del cuerpo de Cristo
 Omnibus compertum